# Madrasostes thai
Madrasostes thai är en skalbaggsart som beskrevs av Renaud Maurice Adrien Paulian 1987. Madrasostes thai ingår i släktet Madrasostes och familjen Hybosoridae. Inga underarter finns listade i Catalogue of Life.